# ویساوادار
ویساوادار (انگلیسی: Visavadar) یک شهر و یک شهرداری در بخش جوناگره در هند در ایالت گجرات است.